# Cunha Bastos
César da Cunha Bastos (Rio Verde, 28 de novembro de 1898 — Goiânia, 14 de dezembro de 1992) foi um político e advogado brasileiro filiado ao Partido dos Trabalhadores, que serviu como deputado federal e secretário estadual de Goiás, seu estado natal.

## Biografia
Nascido na cidade de Rio Verde, Goiás, César da Cunha Bastos era filho de Luís da Cunha Bastos, que serviu como coletor estadual e presidente do Conselho Municipal de Rio Verde no período de 1925 a 1930, e de Ana de Abreu Bastos. Realizou sua educação secundária no Liceu de Goiás, sediado na capital homônima, e bacharelou-se em direito, pela Faculdade de Direito do Rio de Janeiro.

## Carreira política
Ingressou na política, ao ocupar a chefia da Secretaria do Interior e Justiça de Goiás de agosto de 1927 até junho de 1929, no governo de Brasil Ramos Caiado (1925-1929). Exerceu o cargo de deputado federal, a partir de 25 de novembro de 1929, após a renúncia do titular. Era filiado ao Partido Democrata e se reelegeu em 1930, exercendo a função por pouco tempo até a Revolução de 1930.
Retorna à política em fevereiro de 1950, ao ser designado secretário da Fazenda no governo Coimbra Bueno. Nas eleições de 1954, obteve novamente a vaga de deputado federal por Goiás, estando filiado à União Democrática Nacional, desde 1945. Disputou o pleito contra José Feliciano Ferreira, em 1958, sendo derrotado por uma desvantagem de mais de 13% dos votos.
Devido à extinção dos partidos políticos pelo Ato Institucional n.º 2, de 27 de outubro de 1965, e a instauração do bipartidarismo, filiou-se ao partido governista, a Aliança Renovadora Nacional. Concorreu a uma cadeira de deputado federal, novamente, nos pleitos de 1966, 1970 e 1974, mas não conseguiu se eleger em nenhum deles. 
Afastou-se então da vida partidária e passou a se dedicar à criação da primeira faculdade de filosofia de Rio Verde. Com o fim do bipartidarismo e a reorganização partidária de novembro de 1979, deixou a Arena e, em 1980, filiou-se ao recém-criado Partido dos Trabalhadores (PT), sendo um dos fundadores em sua cidade natal.

## Morte
Faleceu em Goiânia no dia 14 de dezembro de 1992, aos 94 anos. Era casado com Augusta Gomes Bastos, cujo pai foi fazendeiro. Era primo de Eugênio Rodrigues Jardim e José Leopoldo de Bulhões Jardim, chefes políticos de Goiás durante a Primeira República. Seu nome foi dado a uma escola estadual em Rio Verde. Além disso, foi criada a Fundação César Bastos, um núcleo de pesquisas e atividades interdisciplinares.